# 大谷龍太
大谷 龍太（おおたに りゅうた、1988年〈昭和63年〉3月20日 - ）は、岩手県奥州市出身の日本の元社会人野球選手（外野手）。
社会人野球チームのトヨタ自動車東日本硬式野球部でコーチ、監督を務める。実弟はロサンゼルス・ドジャースの大谷翔平。

## 来歴
3人兄弟姉妹の長男で、妹（大谷翔平の姉）と弟の大谷翔平がいる。神奈川県横浜市で生まれ、小学校に上がる前年の夏に岩手県奥州市に引っ越す。水沢市立南中学校では軟式野球部に所属。岩手県立前沢高等学校でも野球を続け、卒業後は一般企業に勤務しながらクラブチーム水沢駒形野球倶楽部に所属する。
2010年に、四国・九州アイランドリーグ（現・四国アイランドリーグplus）の高知ファイティングドッグスに入団。高知では初年度は74試合に出場して打率.205・本塁打2・打点9・盗塁12、2011年は62試合に出場して打率.227・本塁打2・打点14・盗塁3の成績だった。2011年シーズン終了後に退団。
2012年に、父・徹が勤務する自動車ボディメーカーが、大谷の出身地に新たに硬式野球部（トヨタ自動車東日本硬式野球部）を発足。同部に勧誘を受け入部。高知への残留との間で悩んだが、社会人チームが減少する環境と地元という理由で入部を決意したという。トヨタ自動車東日本は、創部から7年目となる2018年に第89回都市対抗野球大会に出場した。大谷は1安打を放ったが、試合は東芝野球部に1-12で7回コールド負けとなった。
同部ではコーチ兼任を経て、2022年からは引退してコーチを専任している。2025年1月より、同部の監督に就任する。
2024年現在で小学3年生の長男がおり、リトルリーグで野球を始めている。

## 弟・翔平との関係
弟の翔平とは7歳離れていたため、ともにいる時間が短く、翔平の試合も一度しか見たことがないと話している。2018年の都市対抗野球出場の際には、翔平からLINEを通じて激励のメッセージがあったという。

## 詳細情報

### 年度別打撃成績
| 年 度     | 球 団     | 試 合 | 打 席 | 打 数 | 得 点 | 安 打 | 二 塁 打 | 三 塁 打 | 本 塁 打 | 塁 打 | 打 点 | 盗 塁 | 盗 塁 死 | 犠 打 | 犠 飛 | 四 球 | 敬 遠 | 死 球 | 三 振 | 併 殺 打 | 打 率 | 出 塁 率 | 長 打 率 | O P S |
| --------- | --------- | ----- | ----- | ----- | ----- | ----- | -------- | -------- | -------- | ----- | ----- | ----- | -------- | ----- | ----- | ----- | ----- | ----- | ----- | -------- | ----- | -------- | -------- | ----- |
| 2010      | 高知FD    | 74    | 145   | 127   | 19    | 26    | 3        | 2        | 2        | 46    | 9     | 12    | 0        | 7     | 0     | 10    | 0     | 1     | 39    |          | .205  | .268     | .307     | .575  |
| 2011      | 高知FD    | 62    | 166   | 150   | 21    | 34    | 5        | 0        | 2        | 52    | 14    | 3     | 0        | 3     | 1     | 10    | 0     | 2     | 42    |          | .227  | .221     | .300     | .582  |
| IBLJ：2年 | IBLJ：2年 | 136   | 311   | 277   | 40    | 60    | 8        | 2        | 4        | 98    | 23    | 15    | 0        | 10    | 1     | 20    | 0     | 3     | 81    |          | .217  | .276     | .303     | .579  |

### 背番号
- 13（2010年 - 2011年)